# Gat (Israele)
Gat (in ebraico גַּת‎?) è un kibbutz nel sud di Israele. Situato vicino a Kiryat Gat, rientra nella giurisdizione del consiglio regionale di Yoav. Nel 2018 aveva una popolazione di 827 abitanti.

## Storia
Il kibbutz di Gat fu fondato nel 1934 da immigrati ebrei provenienti da Polonia, Jugoslavia e Austria. Nel 1949, dopo che gli abitanti del vicino villaggio palestinese di Iraq al-Manshiyya furono espulsi, alcuni dei loro terreni divennero parte del kibbutz di Gat. Primor, uno dei maggiori produttori di succhi di frutta in Israele, è gestito dal kibbutz. Citramed, un'altra società con sede nel kibbutz di Gat, ha sviluppato un metodo per spremere le proprietà antibatteriche della scorza degli agrumi da utilizzare come conservante naturale nei prodotti sanitari e nell'industria alimentare.
Il nome deriva dalla città filistea di Gath, che al momento della fondazione del kibbutz fu identificata con il vicino sito di Tel Erani. La città di Kiryat Gat prende questo nome per lo stesso motivo. Tuttavia, la maggior parte degli studiosi ora considera Tell es-Safi, tredici chilometri a nord-est, un candidato più probabile.